# Cerro Doctor Augusto Figueroa
El cerro Doctor Augusto Figueroa es una montaña chilena, de 3.442 m s. n. m., ubicada en el sector cordillerano de la comuna de Rengo, en el límite con Machalí, en la Región del Libertador Bernardo O'Higgins.
Está localizado al interior del pueblo de Las Nieves, en el límite con la Reserva Nacional Río de Los Cipreses, y al noroeste de la Laguna de los Cristales, en el sector conocido como Sierra de los Punzones. Antes fue conocido como cerro Partido, a propósito de una gran grieta de roca granítica que divide su cumbre. Su actual nombre recuerda al médico Augusto Figueroa, fundador del Club Andino de Rancagua y uno de los primeros montañistas en explorar la sierra de los Punzones en la cordillera de los Andes al interior de Rengo.
La montaña es accesible por dos rutas: desde Rengo por el cajón del estero La Pandina, tributario del río Claro de Rengo, y por el cajón del río Los Cipreses, desde Machalí. Desde su cumbre se divisan las principales montañas de la región de O'Higgins.